# Roedolf Noerejev
Roedolf Chametovitsj Noerejev (Basjkiers: Рудольф Хәмит улы Нуриев, Tataars: Rudolf Xämät ulı Nuriev; Russisch: Рудо́льф Хаме́тович Нуре́ев) (in een trein nabij Irkoetsk, 17 maart 1938 – Parijs, 6 januari 1993), beter bekend als Rudolf Noerejev (en ook Rudolf Nurejev), was een wereldberoemd Russisch-Oostenrijks balletdanser en choreograaf van Tataarse afkomst.
Hij wordt gezien als de grootste danser van zijn tijd en wordt vaak in één adem genoemd met Auguste Vestris en Vaslav Nijinsky.

## Levensloop

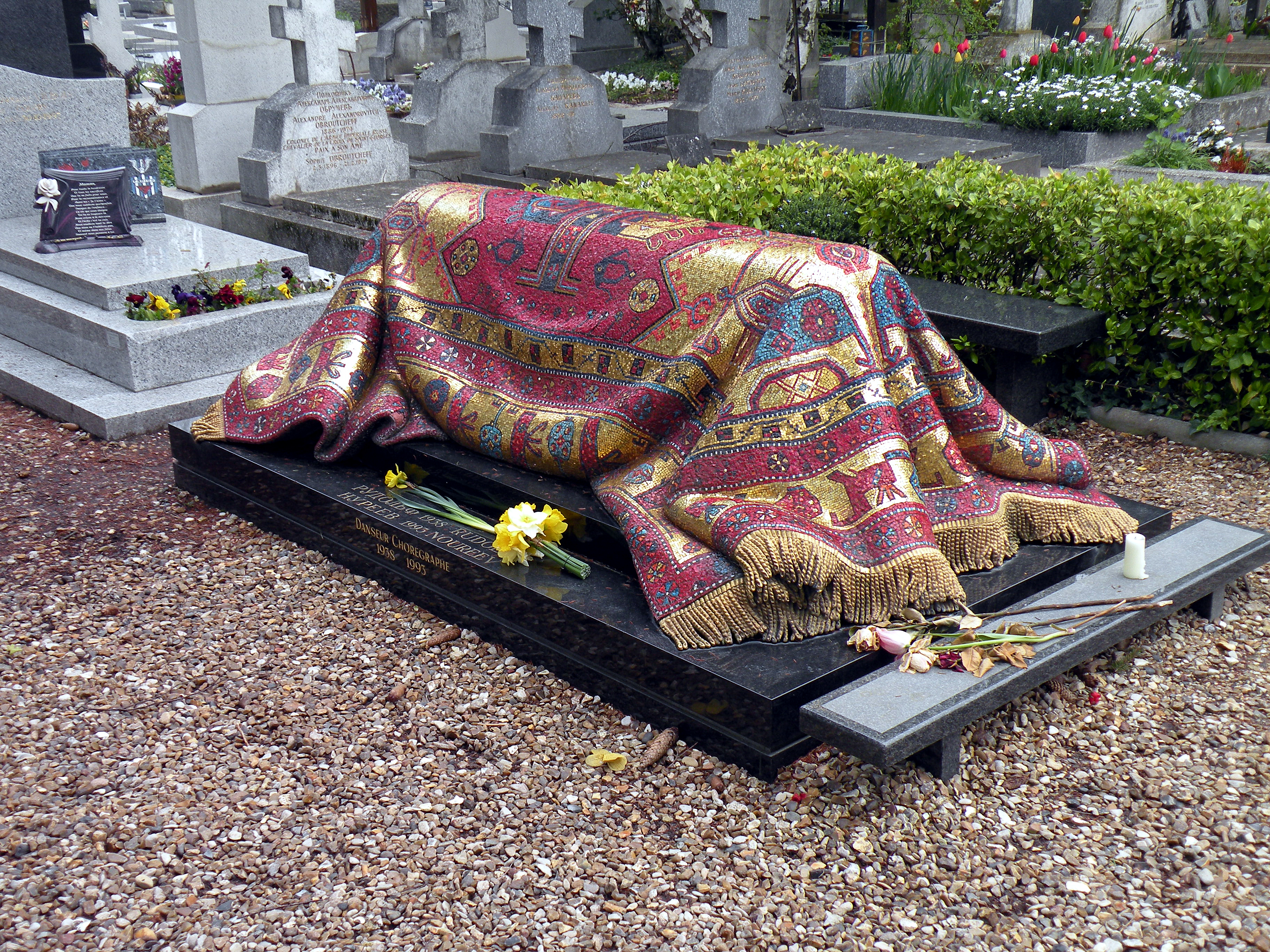
Het graf van Noerejev in Sainte-Geneviève-des-Bois

Noerejev studeerde bij Aleksandr Poesjkin aan de school van het Kirov-ballet in Leningrad, waar hij in 1958 debuteerde als solist. Tijdens zijn eerste succesvolle Europese tournee met het Kirov-ballet, maakte hij de fout de Sovjetregels te overtreden door omgang te zoeken met lokale Parijzenaars. De KGB greep in en wilde Noerejev naar de Sovjet-Unie terugsturen. Noerejev vroeg daarop in Frankrijk asiel aan op 17 juni 1961.
Binnen een week tekende hij een contract bij het Grand Ballet du Marquis de Cuevas, waar hij optrad in Doornroosje. Door zijn virtuositeit en charismatische toneelpersoonlijkheid, tezamen met zijn vlucht en politiek asiel, werd Noerejev een idool en een wereldster.
Van 1962 tot het begin van de jaren zeventig had Noerejev een vaste verbintenis bij het Royal Ballet in Londen. Hier vormde hij met Margot Fonteyn een wereldberoemd dansduo, ze dansten samen Het Zwanenmeer van Tsjaikovski. Ook trad hij regelmatig op als gastsolist en danste in televisiefilms. Hij verleende eveneens zijn medewerking aan enkele langspeelfilms, waarvan de biopic Valentino (Ken Russell, 1977) en Exposed (James Toback, 1983) de bekendste zijn.
In 1964 kwam hij in dienst van de Weense Staatsopera, waar hij tot 1988 bleef als danser en belangrijkste choreograaf en was artistiek leider van het Parijse Opera Ballet (1983-1990). Het was ook in Wenen dat hij al in 1965 met de prima ballerina Denise Sutherland danste in 'Le Spectre de la Rose' op muziek van Carl Maria von Weber.
Onder Michail Gorbatsjov kon hij in 1987 terugkeren naar zijn geboorteland om zijn moeder te bezoeken die op sterven lag en in 1989 voor een optreden in Leningrad.
Roedolf Noerejev overleed kort na Nieuwjaar 1993 aan de gevolgen van aids en ligt begraven in Sainte-Geneviève-des-Bois. Zijn graf wordt gevormd door een kist waar een tapijt van Kazachse kelim overheen is gedrapeerd. Dit tapijt is een mozaïek van duizenden stukjes rode, blauwe en gouden tegels.

## Film
- The White Crow, 2018, biografie/drama, regisseur Ralph Fiennes, screenplay en script: David Hare en Julie Kavanagh (op basis van haar biografie "Rudolf Nureyev, The Life")